# Phytochemistry
Phyochemistry is een wetenschappelijk tijdschrift dat zich richt op de fytochemie. Het tijdschrift is in 1961 opgericht door Tony Swain, Robert Maxwell en Gilbert Richards. Sinds 1981 dient het tijdschrift als officieel orgaan van de Phytochemical Society of Europe en de Phytochemical Society of North America. Leden van deze organisaties krijgen korting op een abonnement. Elsevier publiceert het tijdschrift achttien keer per jaar.
Het tijdschrift richt zich op zuivere en toegepaste fytochemie, met name als dat leidt tot een begrip van de factoren die leiden tot groei, ontwikkeling en metabolisme van planten en de chemie van bestanddelen van planten zoals secundaire plantenstoffen. Onderdelen van het tijdschrift richten zich op chemotaxonomie, biochemie van proteïnen, moleculaire biologie en genetica, ecologische biochemie (onder meer plantentoxinen en hun effecten op dieren), metabolisme en bioactieve stoffen (onder meer stoffen met mogelijke geneeskrachtige werking). 
Het tijdschrift publiceert overzichtsartikelen, onderzoeksartikelen en boekrecensies. In 2014 bedroeg de impactfactor 2,547.